# Auricularia cornea
Auricularia cornea är en svampart som beskrevs av Ehrenb. 1820. Auricularia cornea ingår i släktet Auricularia och familjen Auriculariaceae.   Inga underarter finns listade i Catalogue of Life.